# Bird of Prey (Uriah Heep)
Bird of Prey è un singolo del gruppo musicale britannico Uriah Heep, pubblicato nell'ottobre del 1970 come secondo estratto dall'album d'esordio Very 'eavy Very 'umble.
Una versione ri-registrata della canzone è apparsa nel 1993 nella versione europea dell'album del 1971 Salisbury. La versione originale del 1970 della canzone sarebbe poi apparsa nel remaster europeo del 2003 di Very 'Eavy... Very 'Umble. È una delle canzoni più popolari della band.

## Formazione
- David Byron – voce
- Mick Box – chitarra
- Ken Hensley – tastiera
- Paul Newton – basso
- Nigel Olsson – batteria